# Aluga-Se Moças 2
Aluga-Se Moças 2  é um filme brasileiro filmado em 1983 e lançado em 1983, dirigido por Deni Cavalcanti e estrelado por Rita Cadilac.

## Elenco principal
- Deni Cavalcanti
- Rita Cadilac
- Tânia Gomide
- Maristela Moreno
- Índia Amazonense
- Marcelo Coutinho
- Caca Bueno
- Kleber Afonso
- Lia Hollywood
- João Ângelo